# Ogonek
L’ogonek « ˛ » (du polonais « petite queue ») est un signe diacritique de l'alphabet latin. Il est utilisé notamment en polonais et en lituanien pour marquer la nasalité de la voyelle à laquelle il est attaché, ainsi que dans certaines langues amérindiennes. La boucle suscrite, utilisée au Moyen Âge, est aussi appelée ogonek suscrit.

## Enlituanien
Le signe, appelé nosinė, s'attache aux quatre voyelles brèves fondamentales du lituanien (a, e, i, u) :
- Ą, ą
- Ę, ę
- Į, į
- Ų, ų

Ces lettres étaient autrefois des voyelles nasales, dont la nasalité s'est aujourd'hui perdue au profit d'un allongement.
On peut donc considérer ces nasales historiques comme des voyelles longues récentes, par opposition aux voyelles longues historiques o, ė, y, ū. Le į et le ų se confondent respectivement dans la prononciation avec les voyelles longues y et ū, tandis que le ą et le ę sont distincts des voyelles longues non nasales o et ė, plus fermées.
Cf. Voyelles du lituanien

## Enpolonais
Dans Orthographia publiée en 1514, Stanisław Zaborowski propose l’utilisation de la virgula (une petite barre oblique) comme signe diacritique pour marquer les voyelles nasales : un a avec une barre oblique supérieure pour /ɛ̃/ et a avec une barre oblique inférieure pour /ɔ̃/. Hieronymus Vietor reprend la a avec une barre oblique inférieure pour noter /ɔ̃/ et utilise le e avec une barre oblique inférieure pour /ɛ̃/. Jan Januszowski (pl) remplace le e barre oblique avec un e caudata, c’est-à-dire avec une petite queue comme l’ogonek moderne, dans Nowy karakter polski publié en 1594. Au XVIIIe siècle, la queue du e remplace aussi la barre oblique pour le a dans la majorité des ouvrages imprimés.
| Écriture | API | Prononciation approximative |
| -------- | --- | --------------------------- |
| Ą, ą     | [ɔ̃] | on dans maison              |
| Ę, ę     | [ɛ̃] | ain dans pain               |

Cf. Voyelles du polonais

## E caudata
Le e cédillé paléographique (e caudata) est un e muni d'une cédille ou parfois d'un ogonek. Il a disparu en français mais était présent dans certains manuscrits de l'ancien français et en imprimerie, ainsi que dans d'autres langues.

## En navajo et apache
Les langues navajo et apache ne comportent pas de cédilles mais des ogoneks :
- Ą, ą, Ą́, ą́
- Ę, ę, Ę́, ę́
- Į, į, Į́, į́
- Ǫ, ǫ, Ǫ́, ǫ́
- Ų, ų, Ų́, ų́

## En linguistique
L’ogonek a été utilisé dans l’alphabet phonétique international, à partir de 1927, pour indiquer une prononciation plus ouverte d’une voyelle, par exemple [į ɪ̨ ę ɛ̨ ɜ̨ æ̨ ą ɑ̨ ɔ̨ ʌ̨ ɤ̨ ǫ ʊ̨ ɯ̨ ų]  –  ou leur variante en exposant dans l’IPA(G)), – , et ensuite aussi pour indiquer une prononciation descendue d’une consonne, par exemple pour les consonnes spirantes n’ayant pas leurs propres symboles [β̨ ð̨ ɣ̨ ʁ̨] à l’époque. Il n’est à confondre avec le demi-rond gauche ‹ ◌̜ ›. L’ogonek est remplacé par le taquet bas après la conférence de Kiel de 1989.
Dans la transcription phonétique Teuthonista utilisée en dialectologie allemande, l’ogonek a été utilisé pour noter une ouverture plus importante. Le signe diacritique est souvent détaché de la lettre ou même doublé, pouvant alors être représenté par  le diacritique ouverture ‹ ◌᪷ › et le diacritique ouverture doublé ‹ ◌᪸ ›.

## Informatique
En dehors des dispositions de clavier conçues pour le polonais et le lituanien, l'ogonek peut être composé au moyen d'une touche morte, lorsqu’elle est disponible :
- option+X sous Mac OS X 10.6, avec la méthode de saisie « clavier américain étendu ».
- AltGr + f sur la disposition de clavier francophone bépo.

| Caractère | Unicode |
| --------- | ------- |
| Ą         | U+0104  |
| ą         | U+0105  |
| Ę         | U+0118  |
| ę         | U+0119  |
| Į         | U+012E  |
| į         | U+012F  |
| Ų         | U+0172  |
| ų         | U+0173  |
| Ǫ         | U+01EA  |
| ǫ         | U+01EB  |
| Ǭ         | U+01EC  |
| ǭ         | U+01ED  |
| ˛         | U+02DB  |
| ̨          | U+0328  |